# Новорозсошанський заказник
Новорозсошанський заказник — ботанічний заказник місцевого значення, розташований на околиці села Плотина (раніше — Новорозсош) Новопсковської селищної громади Старобільського району Луганської області. Утворений відповідно до рішення Луганської обласної ради від 24 лютого 2012 р. № 10/62. Займає площу 135,3576 га. Територія заказника включає фрагмент долини р. Кам'янки. Правий берег сформований виходами крейдового шару заввишки 40-50 м.
На вершинах схилів степова рослинність виражена формаціями ковили волосистої, ковили найгарнішої, ковили Лессінга, костриці валіської, стоколосу безостого. У рослинних угрупуваннях проростають грудниця волохата, шавлія поникла, реп'яшок звичайний, самосил білоповстистий, фіялка шорстка, гострокільник волосистий, молочай степовий, дзвоники сибірські, жовтозілля Швєцова, нечуйвітер отруйний, деревій степовий, скабіоза, люцерна румунська, кульбаба пізня, дивина борошниста, миколайчики польові, підмаренник справжній, волошка лучна та інші.
У заказнику зустрічається рідкісний степовий равлик, що викликає значний науковий інтерес, оскільки цей молюск вперше описаний для науки лише у 2010 році.

## Галерея

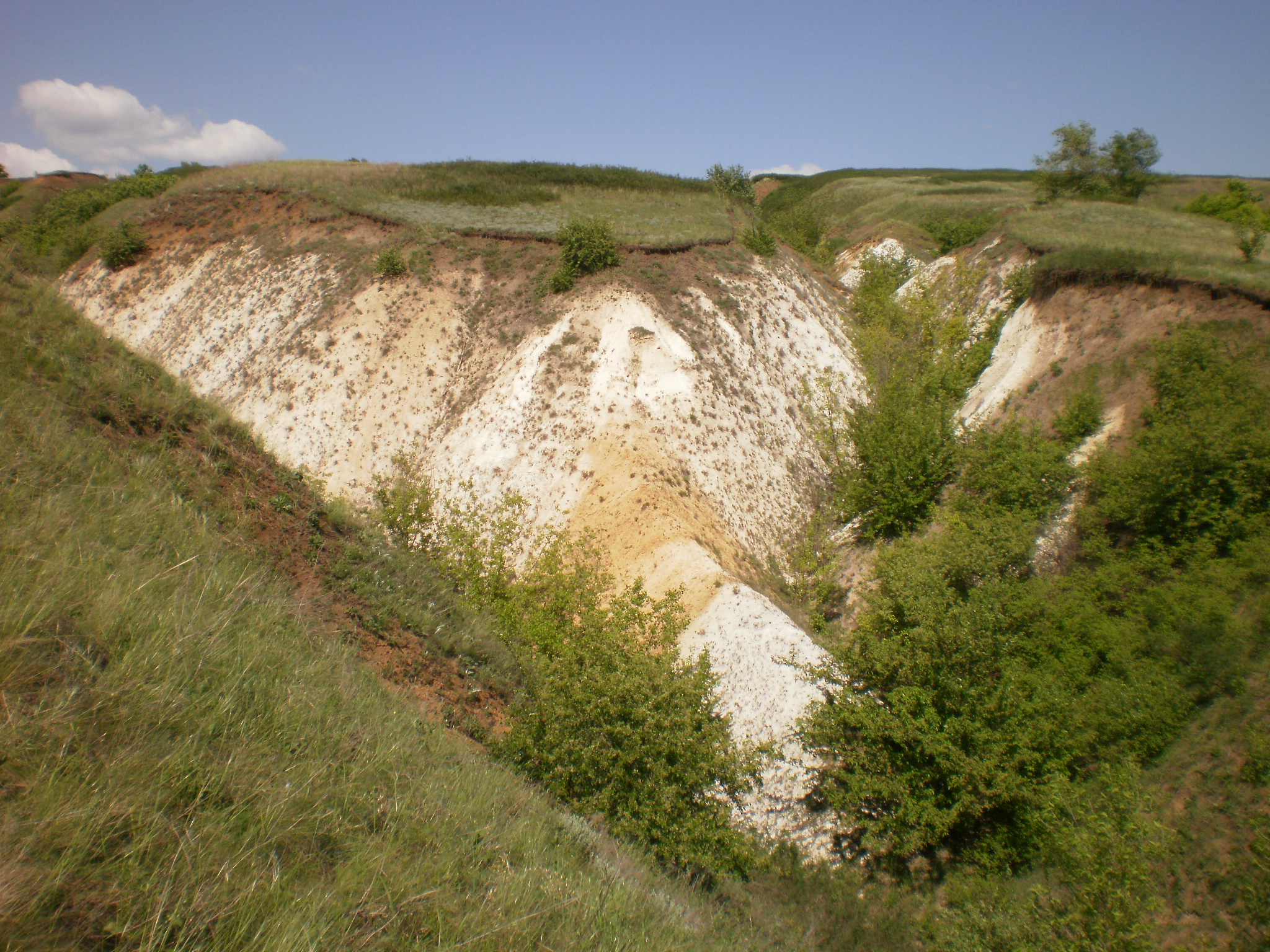
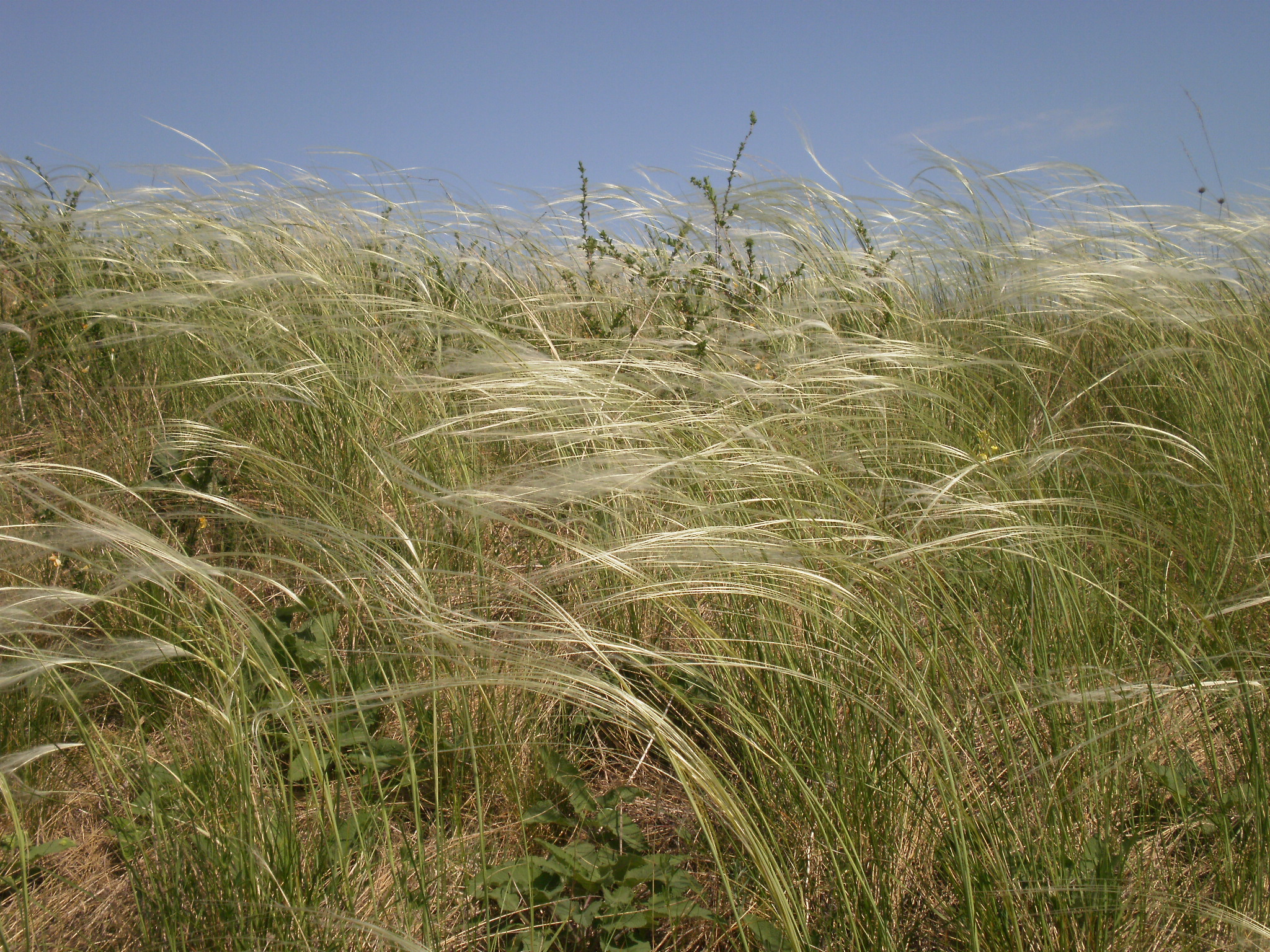
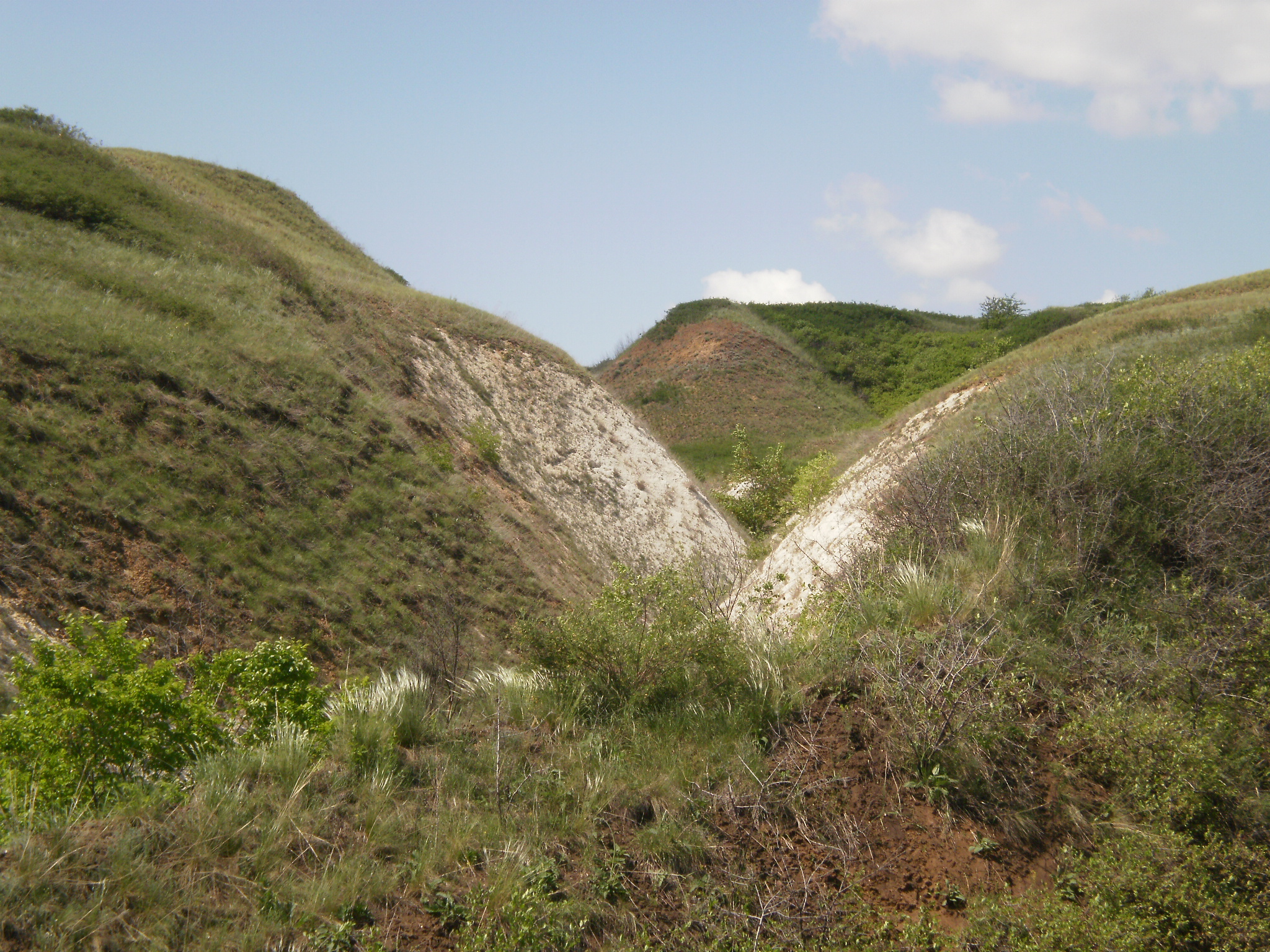
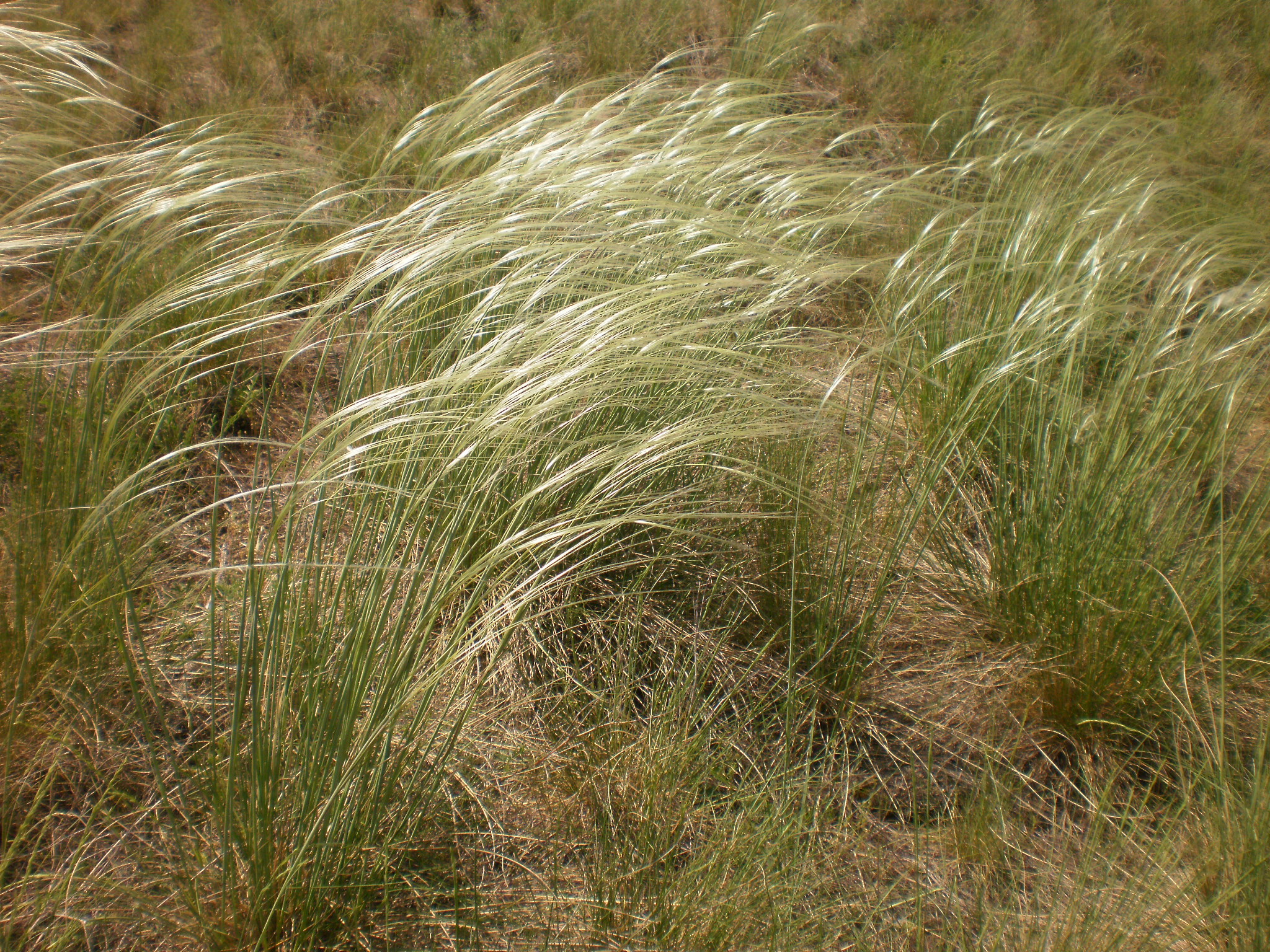
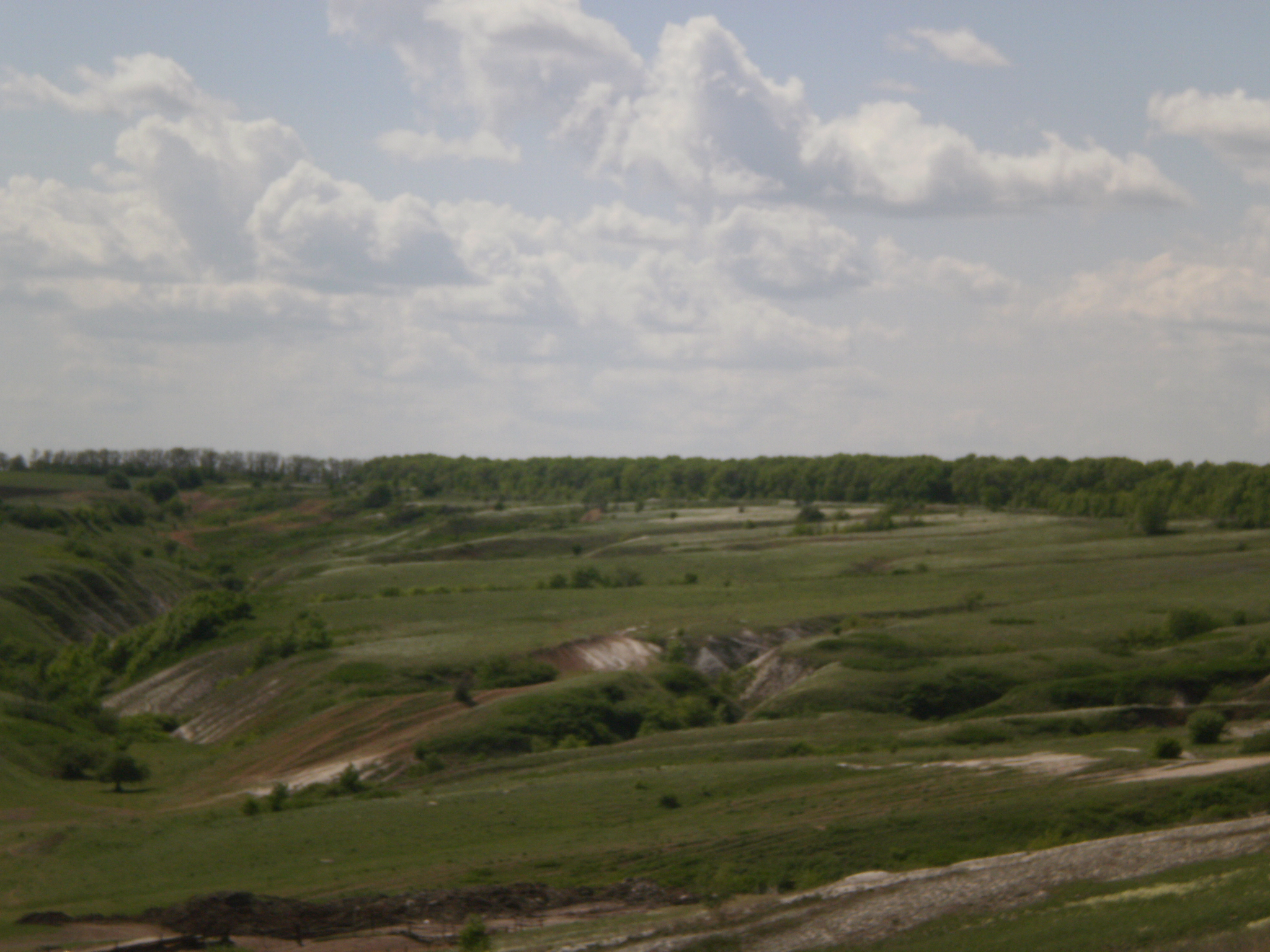
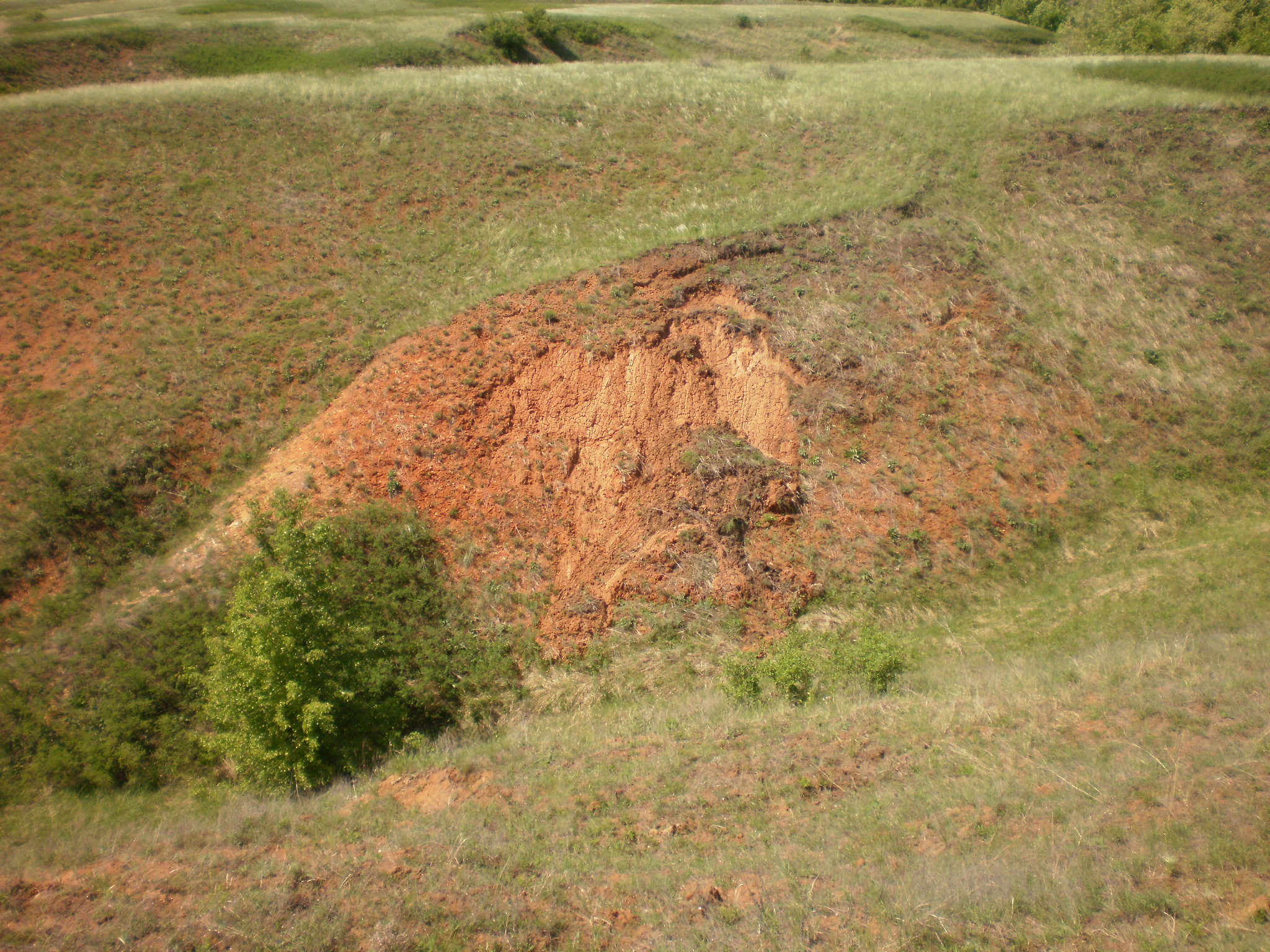
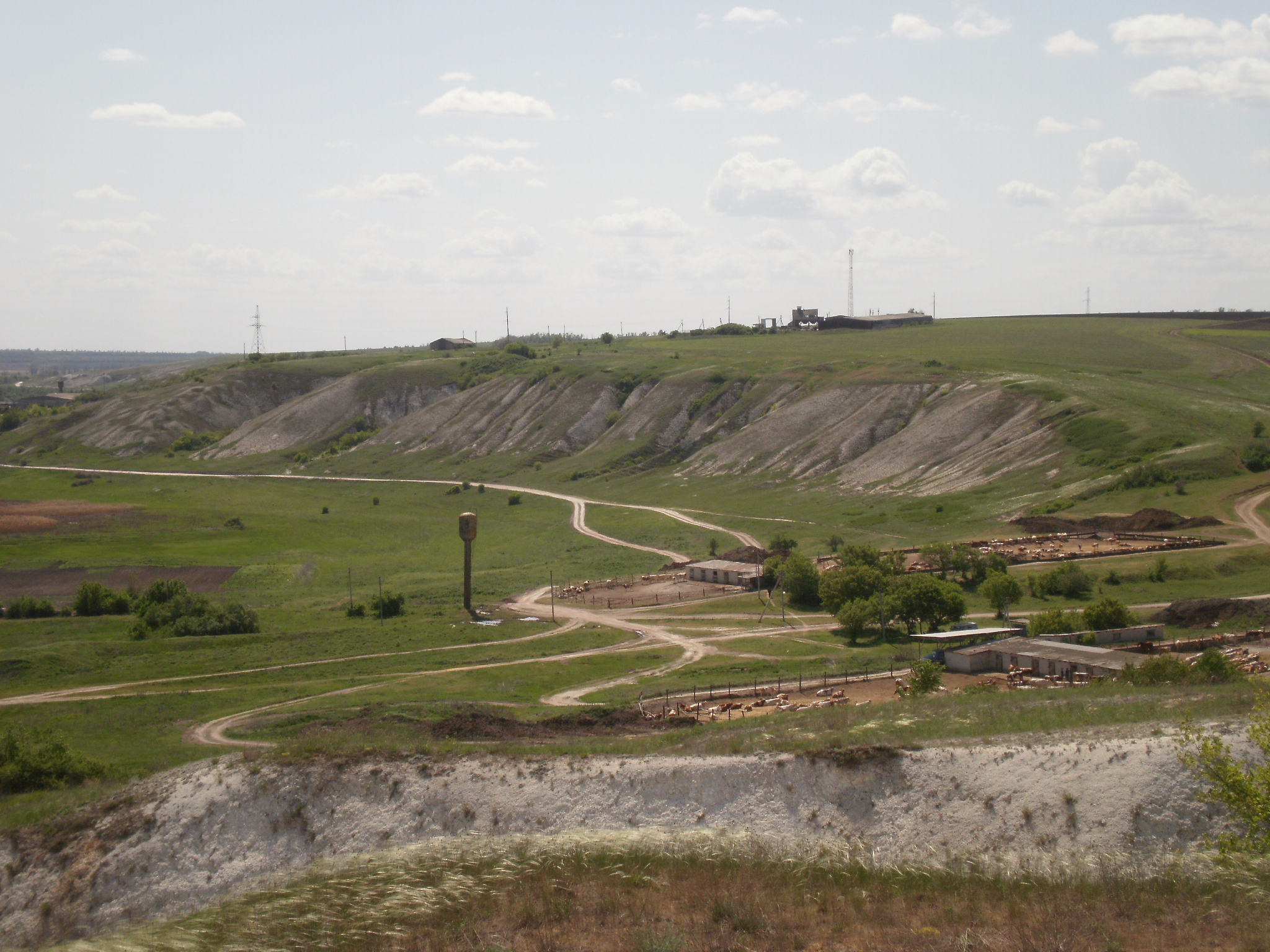
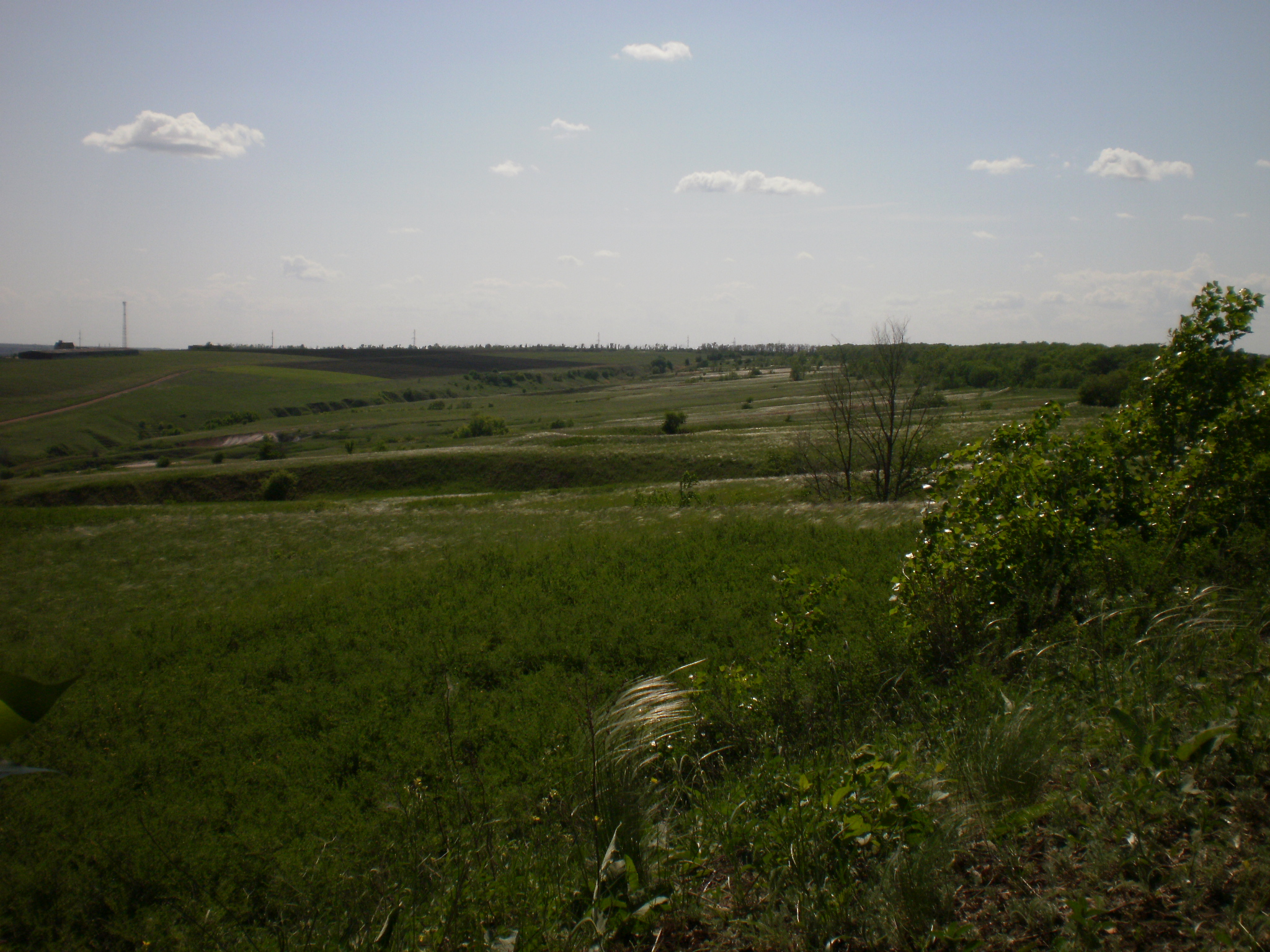